# MusicBrainz
MusicBrainz is een project met de bedoeling een muziekencyclopedie te creëren. MusicBrainz bestaat voornamelijk uit een online database over muziek (niet met muziek), in eerste instantie vergelijkbaar met CDDB en freedb.
MusicBrainz bewaart informatie over artiesten, hun werk en de relaties ertussen. Een werk bestaat minimum uit een albumtitel, titels van muziekstukken en de lengte van elk muziekstuk. Aanvullend kan onder andere informatie bewaard worden over tijdstippen en plaatsen waar werken uitgegeven zijn. MusicBrainz onderscheidt zich van andere muziekprojecten door het gebruik van acoustic fingerprints, een unieke code gegenereerd uit een muziekstuk. Deze codes kunnen vergeleken worden met codes uit de database van MusicBrainz om zodoende geluidsbestanden te identificeren. Met software als MusicBrainz Picard kunnen geluidsbestanden correct getagged worden.
Cd-rippers en audiospelers die gebruikmaken van de database van MusicBrainz, zijn onder andere Rhythmbox, Amarok, Sound Juicer, Clementine en Banshee.